# Calopogon multiflorus
Calopogon multiflorus es una especie de orquídea de hábito terrestre que es originaria de Norteamérica.

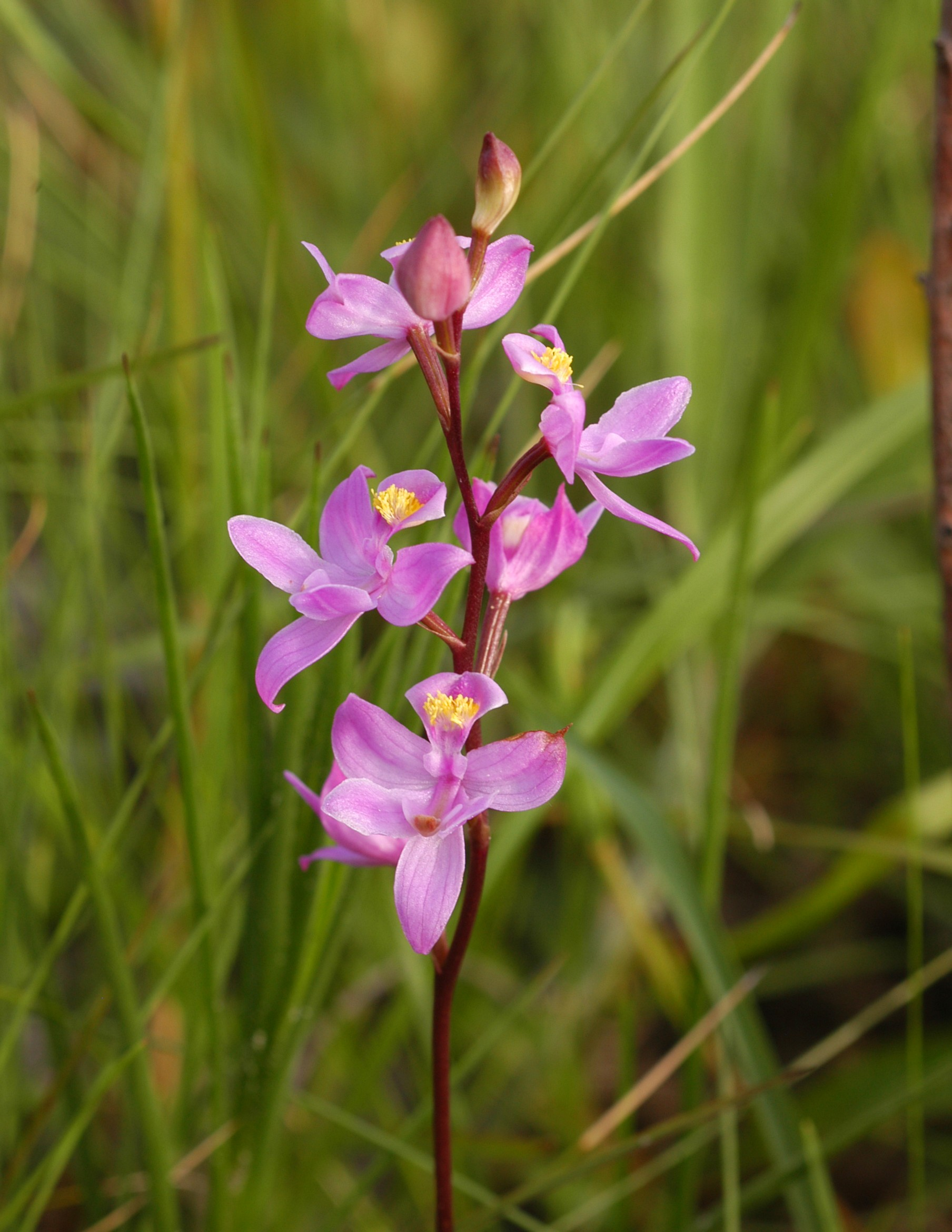
Detalle de la flor

## Descripción
Es una orquídea de  pequeño tamaño, con hábito de crecimiento terrestre y con 1 a 2, y con delgadas hojas lineares que florece en la primavera en una inflorescencia erecta, terminal, con 5 a 15 flores no retorcidas.

## Distribución y hábitat
Encontrada rara vez en Luisiana, Misisipi, Alabama, Georgia, Florida, Carolina del Sur y Carolina del Norte, en prados húmedos y bosques de pinos.

## Taxonomía
Calopogon multiflorus fue descrita por John Lindley y publicado en The Genera and Species of Orchidaceous Plants 425. 1840.
Etimología
Calopogon: nombre genérico que proviene del griego y significa "hermosa barba", en referencia a la agrupación de pelos que adornan el labelo.
multiflorus: epíteto latino que significa "con muchas flores". 
Sinonimia
- Calopogon barbatus var. multiflorus (Lindl.) Correll
- Calopogon multiflorus f. albiflorus P.M.Br.
- Helleborine multiflora (Lindl.) Kuntze
- Limodorum multiflorum (Lindl.) Mohr
- Limodorum pinetorum Small[3][4]